# 4D inom konsten
Nya möjligheter inom konceptet 4D (samt de svårigheter som uppstod med att visualisera det) inspirerade många konstnärer under första hälften av 1900-talet. Konstnärer inom kubism, surrealism, futurism och abstrakt konst hämtade idéer från matematiken och använde dem för att utveckla sitt konstnärliga formspråk.